# Virginia Museum of Fine Arts
Virginia Museum of Fine Arts – muzeum sztuki mieszczące się w Richmond w Stanach Zjednoczonych. Muzeum jest własnością stanu Wirginia, utrzymuje się także z prywatnych datków, dotacji i funduszy. Wstęp do muzeum jest wolny z wyłączeniem specjalnych ekspozycji.